# Avignon-lès-Saint-Claude
Pour les articles homonymes, voir Avignon (homonymie) et Saint-Claude.
Attention à ne pas confondre la ville du Vaucluse d’Avignon.
Avignon-lès-Saint-Claude est une commune française située dans le département du Jura, dans la région culturelle et historique de Franche-Comté et la région administrative Bourgogne-Franche-Comté.

## Géographie

### Climat
Pour des articles plus généraux, voir Climat de la Bourgogne-Franche-Comté et Climat du département du Jura.
En 2010, le climat de la commune est de type climat de montagne, selon une étude du Centre national de la recherche scientifique s'appuyant sur une série de données couvrant la période 1971-2000. En 2020, Météo-France publie une typologie des climats de la France métropolitaine dans laquelle la commune est exposée à un climat de montagne ou de marges de montagne et est dans la région climatique Jura, caractérisée par une forte pluviométrie en toutes saisons (1 000 à 1 500 mm/an), des hivers rigoureux et un ensoleillement médiocre.
Pour la période 1971-2000, la température annuelle moyenne est de 9,3 °C, avec une amplitude thermique annuelle de 16,4 °C. Le cumul annuel moyen de précipitations est de 1 650 mm, avec 13,1 jours de précipitations en janvier et 9,8 jours en juillet. Pour la période 1991-2020, la température moyenne annuelle observée sur la station météorologique de Météo-France la plus proche, « Saint-Claude », sur la commune de Saint-Claude à 1 km à vol d'oiseau, est de 10,3 °C et le cumul annuel moyen de précipitations est de 1 869,2 mm. 
La température maximale relevée sur cette station est de 41 °C, atteinte le 24 juillet 2019 ; la température minimale est de −23,7 °C, atteinte le 12 janvier 1987,,.
Les paramètres climatiques de la commune ont été estimés pour le milieu du siècle (2041-2070) selon différents scénarios d'émission de gaz à effet de serre à partir des nouvelles projections climatiques de référence DRIAS-2020. Ils sont consultables sur un site dédié publié par Météo-France en novembre 2022.

## Urbanisme

### Typologie
Au 1er janvier 2024, Avignon-lès-Saint-Claude est catégorisée ceinture urbaine, selon la nouvelle grille communale de densité à sept niveaux définie par l'Insee en 2022.
Elle est située hors unité urbaine. Par ailleurs la commune fait partie de l'aire d'attraction de Saint-Claude, dont elle est une commune du pôle principal,. Cette aire, qui regroupe 18 communes, est catégorisée dans les aires de moins de 50 000 habitants,.

### Occupation des sols
L'occupation des sols de la commune, telle qu'elle ressort de la base de données européenne d’occupation biophysique des sols Corine Land Cover (CLC), est marquée par l'importance des forêts et milieux semi-naturels (85,8 % en 2018), une proportion identique à celle de 1990 (85,8 %). La répartition détaillée en 2018 est la suivante : 
forêts (85,8 %), prairies (9,9 %), zones urbanisées (4,3 %). L'évolution de l’occupation des sols de la commune et de ses infrastructures peut être observée sur les différentes représentations cartographiques du territoire : la carte de Cassini (XVIIIe siècle), la carte d'état-major (1820-1866) et les cartes ou photos aériennes de l'IGN pour la période actuelle (1950 à aujourd'hui).

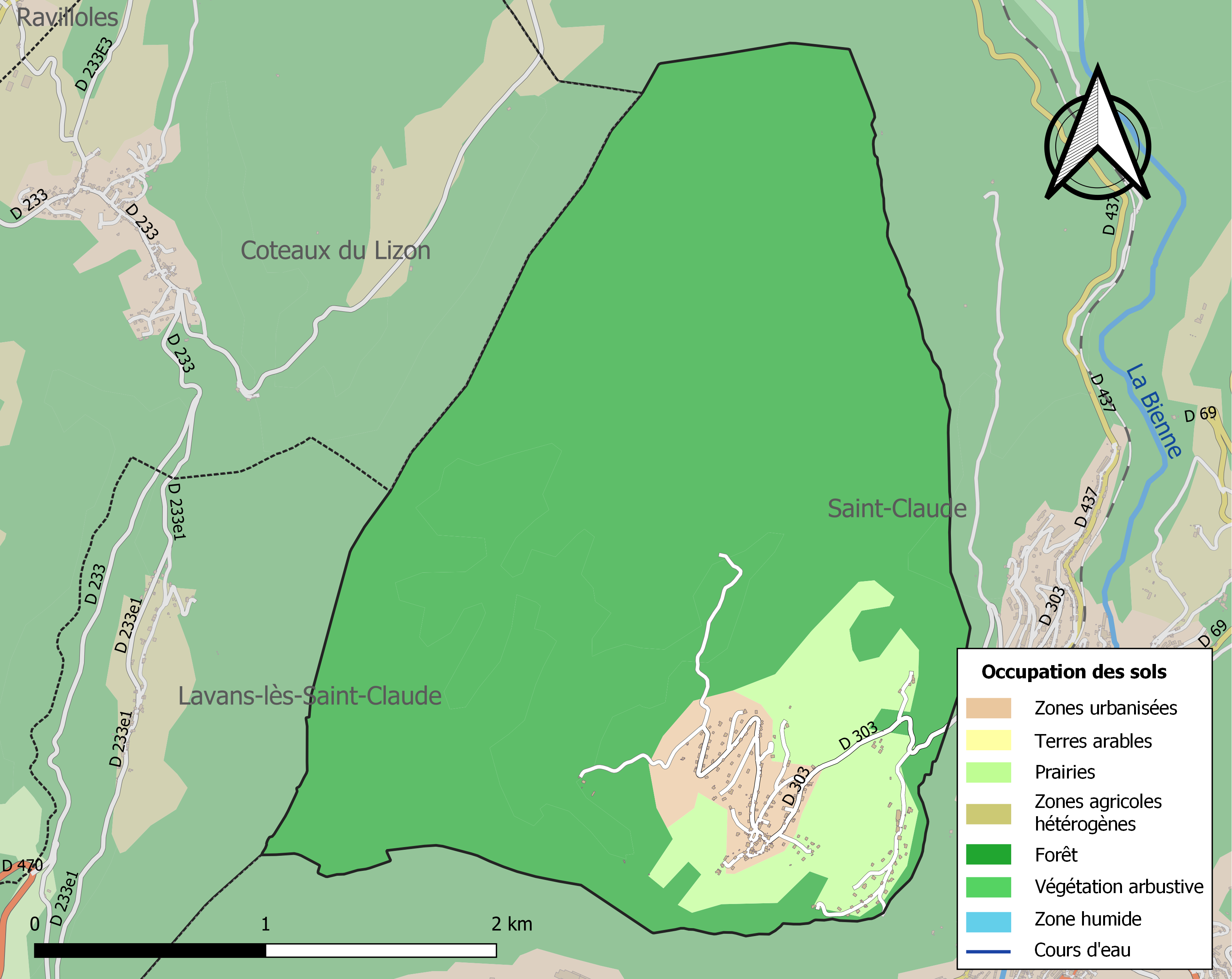
Carte des infrastructures et de l'occupation des sols de la commune en 2018 (CLC).

## Toponymie

### Nom des habitants
Ses habitants sont appelés les Potringus et les Potringuses. Ce nom viendrait du verbe potringuer, dont la signification n'est pas bien connue. Dans certains cantons suisses, « se potringuer » signifie « prendre des médicaments », mais d'autres traductions sont avancées pour potringuer, comme « tirer du bois » ou encore « ne pas aller les mains vides ». 
En fait, selon les Anciens, les habitants avaient l'habitude de tirer le bois jusqu'à la ville de Saint-Claude, notamment le buis très demandé par les tourneurs pour la fabrication d'objets souvenirs (chapelets …). Pour freiner leur chargement dans la descente, ils utilisaient une sorte de poutre appelée « potringue », d'où le nom.
L'abbaye de Saint-Claude était renommée et l'on y venait de très loin. C'était une occasion de se faire quelques sous.[réf. nécessaire]

## Politique et administration

### Liste des maires

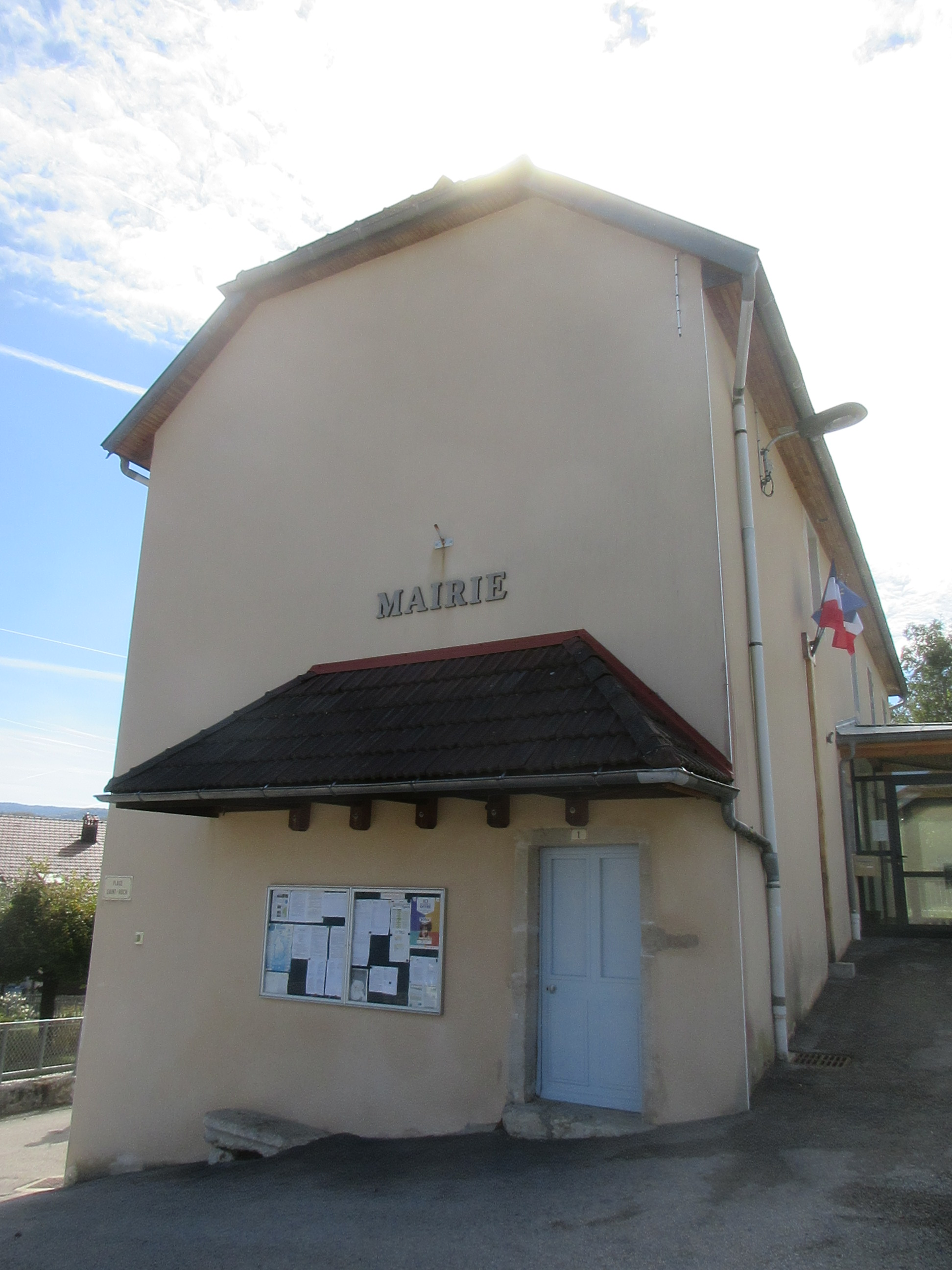
Mairie.

| Période   | Période       | Identité         | Étiquette | Qualité                    |
| --------- | ------------- | ---------------- | --------- | -------------------------- |
| mars 2001 | réélu en 2008 | Bernard Vuillard |           |                            |
| 2014      | 2020          | Yves Poète       | EELV      | Retraité de l'enseignement |
| 2020      | En cours      | Caroline Braun   |           |                            |

## Démographie
L'évolution du nombre d'habitants est connue à travers les recensements de la population effectués dans la commune depuis 1793. Pour les communes de moins de 10 000 habitants, une enquête de recensement portant sur toute la population est réalisée tous les cinq ans, les populations de référence des années intermédiaires étant quant à elles estimées par interpolation ou extrapolation. Pour la commune, le premier recensement exhaustif entrant dans le cadre du nouveau dispositif a été réalisé en 2004.

En 2022, la commune comptait 359 habitants, en évolution de −8,65 % par rapport à 2016 (Jura : −0,81 %, France hors Mayotte : +2,11 %).
| 1793 | 1800 | 1806 | 1821 | 1831 | 1836 | 1841 | 1846 | 1851 |
| ---- | ---- | ---- | ---- | ---- | ---- | ---- | ---- | ---- |
| 191  | 220  | 201  | 233  | 285  | 250  | 260  | 253  | 235  |

| 1856 | 1861 | 1866 | 1872 | 1876 | 1881 | 1886 | 1891 | 1896 |
| ---- | ---- | ---- | ---- | ---- | ---- | ---- | ---- | ---- |
| 216  | 186  | 203  | 196  | 192  | 175  | 201  | 204  | 177  |

| 1901 | 1906 | 1911 | 1921 | 1926 | 1931 | 1936 | 1946 | 1954 |
| ---- | ---- | ---- | ---- | ---- | ---- | ---- | ---- | ---- |
| 166  | 178  | 176  | 182  | 205  | 197  | 153  | 147  | 146  |

| 1962 | 1968 | 1975 | 1982 | 1990 | 1999 | 2004 | 2006 | 2009 |
| ---- | ---- | ---- | ---- | ---- | ---- | ---- | ---- | ---- |
| 136  | 166  | 164  | 319  | 361  | 309  | 337  | 341  | 359  |

| 2014 | 2019 | 2022 | - | - | - | - | - | - |
| ---- | ---- | ---- | - | - | - | - | - | - |
| 384  | 364  | 359  | - | - | - | - | - | - |

## Culture locale et patrimoine

### Lieux et monuments
- Chapelle Saint-Roch (XVIIe siècle), inscrite à l'IGPC depuis 1996[18] ;
- Fermes (XVIIe, XVIIIe, XIXe siècles), inscrites à l'IGPC depuis 1997[19] ;

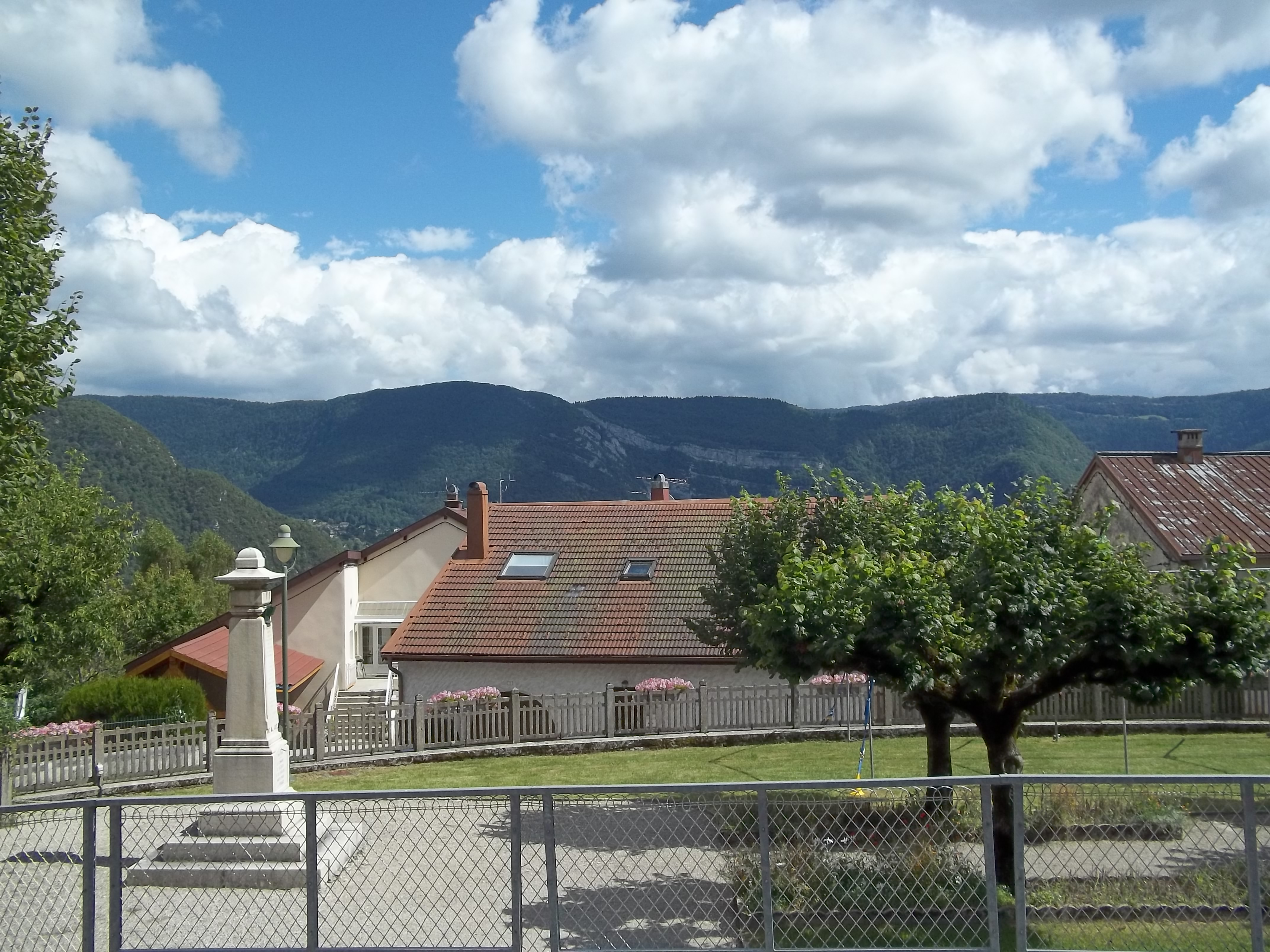
Avignon-lès-Saint-Claude : place Saint-Roch.

- Demeure (XIXe siècle), dite « Château », inscrite à l'IGPC depuis 1997[20] ;
- Taillerie (XIXe siècle), inscrite à l'IGPC depuis 1991[21].

### Personnalités liées à la commune
- Pierre Simon Jaillot (1631-1681), sculpteur sur ivoire.
- Alexis Hubert Jaillot (1632-1712), Premier géographe de Louis XIV.

## Héraldique
| Blason à dessiner | Blason  | Parti: au 1er d'or au sapin de sinople et au chef d'azur chargé d'un croissant d'argent, au 2e de gueules à trois clés en fasce rangées en pal. |
| Blason à dessiner | Détails | Le statut officiel du blason reste à déterminer.                                                                                                |